# Liste der Stolpersteine im Plzeňský kraj

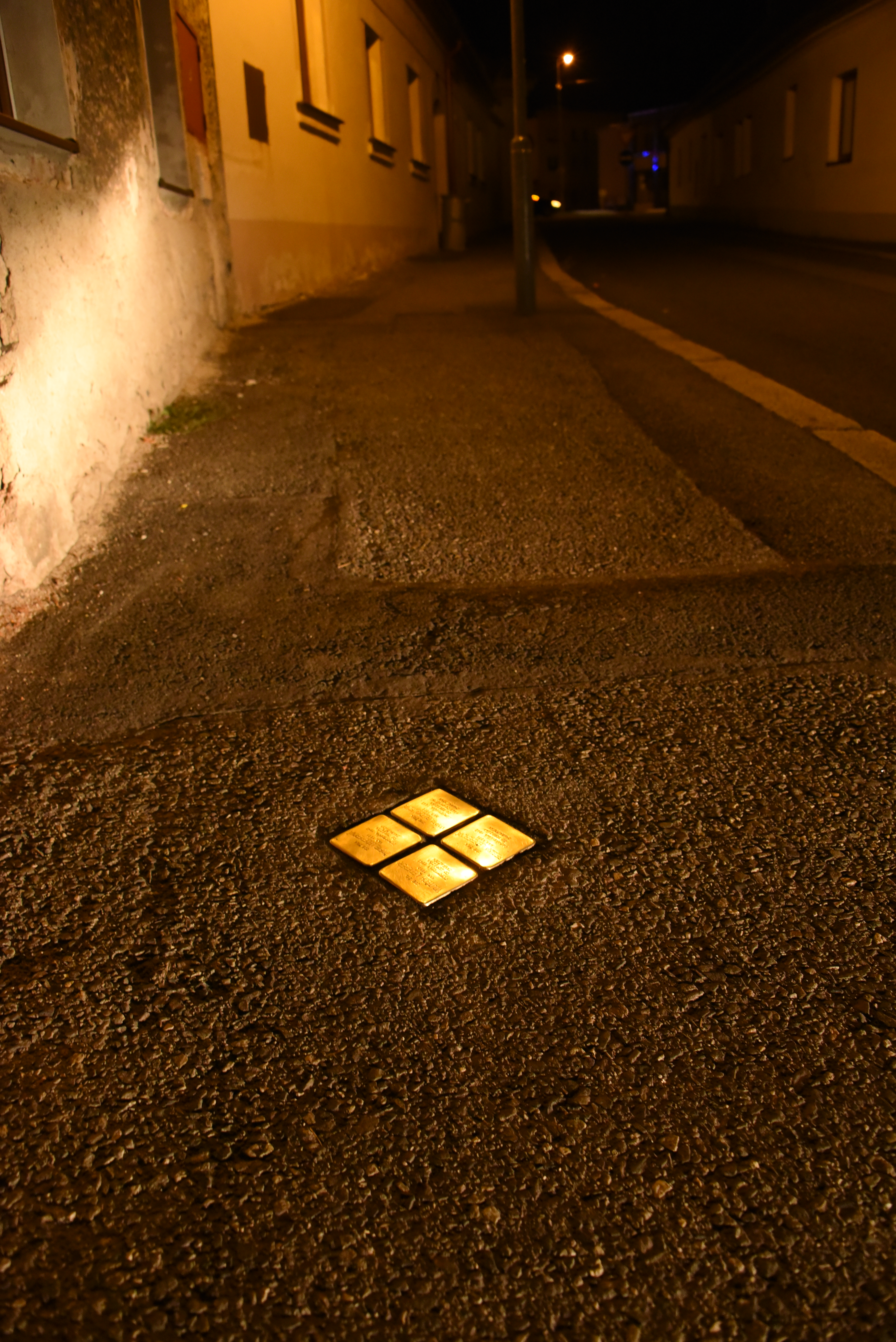
Stolpersteine für die Familie Lederer in Horažďovice

Die Liste der Stolpersteine im Plzeňský kraj enthält die Stolpersteine in der tschechischen Region Plzeňský kraj (deutsch: Pilsner Region). Stolpersteine erinnern an das Schicksal der Menschen, die von den Nationalsozialisten ermordet, deportiert, vertrieben oder in den Suizid getrieben wurden. Die Stolpersteine wurden vom Kölner Künstler Gunter Demnig konzipiert und werden im Regelfall von ihm selbst verlegt.
Das tschechische Stolpersteinprojekt Stolpersteine.cz wurde 2008 durch die Česká unie židovské mládeže (Tschechische Union jüdischer Jugend) ins Leben gerufen und stand unter der Schirmherrschaft des Prager Bürgermeisters. Die ersten Verlegungen in dieser Region erfolgten am 28. Oktober 2012 in Pilsen, weitere Verlegungen erfolgten in Horažďovice und Sušice. Die Stolpersteine liegen vor dem letzten selbstgewählten Wohnort des Opfers. Die Stolpersteine werden auf Tschechisch stolpersteine genannt, alternativ auch kameny zmizelých (Steine der Verschwundenen).
Die Tabellen sind teilweise sortierbar; die Grundsortierung erfolgt alphabetisch nach dem Familiennamen.

## Horažďovice
In Horažďovice (deutsch Horaschdowitz) wurden folgende Stolpersteine verlegt:
| Bild | Übersetzung der Inschrift                                                                                            | Standort                | Leben                   |
| ---- | --- | ----------------------- | ----------------------- |
|      | HIER LEBTE JAKUB ADLER GEB. 1866 ERMORDET 1942 IN MAUTHAUSEN                                                         | Plzeňská 265 ·          | Jakub Adler             |
|      | HIER LEBTE OTA ADLER GEB. 1908 DEPORTIERT 1942 NACH THERESIENSTADT NACH AUSCHWITZ 1943 ERMORDET                      | Plzeňská 265 ·          | Ota Adler               |
|      | HIER LEBTE JINDŘIŠKA ADLEROVÁ GEB. 1910 DEPORTIERT 1942 NACH THERESIENSTADT NACH AUSCHWITZ 1943 ERMORDET             | Plzeňská 265 ·          | Jindřiška Adlerová      |
|      | HIER LEBTE RŮŽENA ADLEROVÁ GEB. 1910 DEPORTIERT 1942 NACH THERESIENSTADT NACH AUSCHWITZ 1943 ERMORDET                | Plzeňská 265 ·          | Růžena Adlerová         |
|      | HIER LEBTE KAREL GLAUBER GEB. 1937 DEPORTIERT 1942 NACH THERESIENSTADT 1943 NACH AUSCHWITZ ERMORDET 18.12.1943       | Ševčíkova 22 ·          | Karel Glauber           |
|      | HIER LEBTE VALTR GLAUBER GEB. 1899 DEPORTIERT 1942 NACH THERESIENSTADT 1943 NACH AUSCHWITZ ERMORDET 18.12.1943       | Ševčíkova 22 ·          | Valtr Glauber           |
|      | HIER LEBTE GERTRUDA GLAUBEROVÁ GEB. 1909 DEPORTIERT 1942 NACH THERESIENSTADT ERMORDET 16.1.1943                      | Ševčíkova 22 ·          | Gertruda Glauberová     |
|      | HIER LEBTE MARTA GLÜCKAUFOVÁ GEB. 1889 DEPORTIERT 1942 NACH THERESIENSTADT 1943 NACH AUSCHWITZ ERMORDET              | Jiřího z Poděbrad 228 · | Marta Glückaufová       |
|      | HIER LEBTE OSVALD KAFKA GEB. 1908 DEPORTIERT 1942 NACH THERESIENSTADT 1943 NACH AUSCHWITZ ERMORDET                   | Havlíčkova 46 ·         | Osvald Kafka            |
|      | HIER LEBTE OTAKAR KAFKA GEB. 1919 DEPORTIERT 1942 NACH THERESIENSTADT 1943 NACH AUSCHWITZ ERMORDET                   | Havlíčkova 46 ·         | Otakar Kafka            |
|      | HIER LEBTE BERTA KAFKOVÁ GEB. 1884 DEPORTIERT 1942 NACH THERESIENSTADT 1943 NACH AUSCHWITZ ERMORDET                  | Havlíčkova 46 ·         | Beila Berta Kafková     |
|      | HIER LEBTE ARTUR KLEIN GEB. 1906 DEPORTIERT 1942 NACH THERESIENSTADT 1943 NACH AUSCHWITZ ERMORDET 20.1.1943          | Havlíčkova 41 ·         | Artur Klein             |
|      | HIER LEBTE RUDOLF KLEIN GEB. 1878 DEPORTIERT 1942 NACH THERESIENSTADT 1943 NACH AUSCHWITZ ERMORDET 20.1.1943         | Havlíčkova 41 ·         | Rudolf Klein            |
|      | HIER LEBTE WALTER KLEIN GEB. 1909 DEPORTIERT 1942 NACH THERESIENSTADT 1943 NACH AUSCHWITZ ERMORDET 20.1.1943         | Havlíčkova 41 ·         | Walter Klein            |
|      | HIER LEBTE ŽOFIE KLEINOVÁ GEB. 1879 DEPORTIERT 1942 NACH THERESIENSTADT 1943 NACH AUSCHWITZ ERMORDET 20.1.1943       | Havlíčkova 41 ·         | Žofie Kleinová          |
|      | HIER WOHNTE VOJTĚCH LEDERER GEB. 1860 DEPORTIERT 1942 NACH THERESIENSTADT ERMORDET                                   | Jiřího z Poděbrad 228 · | Vojtěch Avraham Lederer |
|      | HIER WOHNTE REGINA LEDEREROVÁ GEB. 1869 DEPORTIERT 1942 NACH THERESIENSTADT ERMORDET                                 | Jiřího z Poděbrad 228 · | Regina Ledererová       |
|      | HIER WOHNTE ŽOFIE LEDEREROVÁ GEB. 1861 DEPORTIERT 1942 NACH THERESIENSTADT ERMORDET                                  | Jiřího z Poděbrad 228 · | Žofie Ledererová        |
|      | HIER WOHNTE DAVID LOHEIT GEB. 1876 DEPORTIERT 1942 NACH THERESIENSTADT 1943 NACH AUSCHWITZ ERMORDET                  | Havlíčkova 51 ·         | David Loheit            |
|      | HIER WOHNTE ELISKA LOHEITOVÁ GEB. 1909 DEPORTIERT 1942 NACH THERESIENSTADT 1943 NACH AUSCHWITZ ERMORDET              | Havlíčkova 51 ·         | Elsa Loheitová          |
|      | HIER WOHNTE JOSEFA LOHEITOVÁ GEB. 1882 DEPORTIERT 1942 NACH THERESIENSTADT 1943 NACH AUSCHWITZ ERMORDET              | Havlíčkova 51 ·         | Josefina Loheitová      |
|      | HIER WOHNTE ALFRED LÖWY GEB. 1896 DEPORTIERT 1942 NACH THERESIENSTADT 1943 NACH AUSCHWITZ ERMORDET                   | Havlíčkova 51 ·         | Alfred Löwy             |
|      | HIER LEBTE FRANTIŠEK LÖWY GEB. 1930 DEPORTIERT 1942 NACH THERESIENSTADT 1944 NACH AUSCHWITZ ERMORDET 4.10.1944       | Havlíčkova 51 ·         | František Löwy          |
|      | HIER WOHNTE JOSEF LÖWY GEB. 1864 DEPORTIERT 1942 NACH THERESIENSTADT ERMORDET 1.3.1943                               | Komenského 193 ·        | Josef Löwy              |
|      | HIER WOHNTE LEO LÖWY GEB. 1928 DEPORTIERT 1942 NACH THERESIENSTADT 1943 NACH AUSCHWITZ ERMORDET                      | Havlíčkova 51 ·         | Leo Löwy                |
|      | HIER LEBTE RICHARD LÖWY GEB. 1892 DEPORTIERT 1942 NACH THERESIENSTADT 1944 NACH AUSCHWITZ ERMORDET 1.10.1944         | Havlíčkova 51 ·         | Richard Löwy            |
|      | HIER WOHNTE FRANTIŠKA LÖWYOVÁ GEB. 1865 DEPORTIERT 1942 NACH THERESIENSTADT ERMORDET                                 | Komenského 193 ·        | Františka Löwyová       |
|      | HIER WOHNTE RŮŽENA LÖWYOVÁ GEB. 1898 DEPORTIERT 1942 NACH THERESIENSTADT 1943 NACH AUSCHWITZ ERMORDET                | Havlíčkova 51 ·         | Růžena Löwyová          |
|      | HIER WOHNTE ZDEŇKA LÖWYOVÁ GEB. 1930 DEPORTIERT 1942 NACH THERESIENSTADT 1943 NACH AUSCHWITZ ERMORDET                | Havlíčkova 51 ·         | Zdeňka Löwyová          |
|      | HIER WOHNTE ZIKMUND MAUTNER GEB. 1901 DEPORTIERT 1942 NACH THERESIENSTADT NACH AUSCHWITZ 1943 ERMORDET               | Plzeňská 265 ·          | Zikmund Mautner         |
|      | HIER LEBTE FRANTIŠEK MÜNZ GEB. 1885 DEPORTIERT 1942 NACH MAUTHAUSEN ERMORDET 11.6.1942                               | Mírové nám. 4 ·         | František Münz          |
|      | HIER LEBTE HUGO MÜNZ GEB. 1912 DEPORTIERT 1942 NACH THERESIENSTADT 1943 NACH AUSCHWITZ ERMORDET                      | Mírové nám. 4 ·         | Hugo Münz               |
|      | HIER LEBTE MALVINA MÜNZOVÁ GEB. 1892 DEPORTIERT 1942 NACH THERESIENSTADT 1943 NACH AUSCHWITZ ERMORDET                | Mírové nám. 4 ·         | Malvina Münzová         |
|      | HIER LEBTE JOSEFINA PISINGEROVÁ GEB. 1899 DEPORTIERT 1942 NACH THERESIENSTADT 1943 NACH AUSCHWITZ ERMORDET 23.1.1943 | Plzeňská 265 ·          | Josefina Pisingerova    |
|      | HIER LEBTE ARNOLD SCHWARTZ GEB. 1903 DEPORTIERT 1942 NACH THERESIENSTADT 1943 NACH AUSCHWITZ ERMORDET 26.1.1943      | Havlíčkova 51 ·         | Arnold Schwartz         |
|      | HIER LEBTE RŮŽENA WEISOVÁ GEB. 1881 DEPORTIERT 1942 NACH THERESIENSTADT ERMORDET 15.12.1942                          | Havlíčkova 41 ·         | Růžena Weisová          |

## Pilsen
In der Stadt Pilsen (tschechisch Plzeň) wurden folgende Stolpersteine verlegt:
| Bild | Übersetzung                                                                                              | Verlegeort                      | Leben |
| ---- | --- | ------------------------------- | --- |
|      | HIER WOHNTE LEO BRUMMEL GEB. 1890 DEPORTIERT 1943 NACH THERESIENSTADT ERMORDET 1944 IN AUSCHWITZ         | Klatovská tř. 26/140 ·          | Leo Brummel wurde am 10. März 1890 in Klatovy geboren, wo er und seine Familie bis 1905 lebten. Seine Eltern waren Jenny (auch Zheni) und Moritz Brummel (1852–1927). Er hatte zwei Brüder und eine Schwester. Sein Vater war Gerber und er wurde auch einer. Er nahm am Ersten Weltkrieg teil und wurde in Russland gefangen genommen. Nachdem seiner Rückkehr aus dem Krieg arbeitete er als einer der Besitzer der Brummel, Bloch & Waldstein Gerberei. Er und sein Bruder Hans heirateten zwei Liebstein Schwestern, Gertruda und Johanna (auch Jana). Leo Brummel und seine Frau hatten zwei Töchter, Eva (geb. 1923) und Eliska (geb. 1926). Nachdem die Firma während der Depression geschlossen werden musste, arbeitete er in Sušice. Tochter Eva konnte im Juli 1939 mit einem Winton-Zug nach Großbritannien auswandern. Der letzte Wohnsitz der Familie vor der Deportation war in Pilsen. Aus unbekannten Gründen wurde die Familie Brummel nicht mit den Pilsen-Transporten deportiert. Stattdessen wurden Leo Brummel, seine Frau und ihre jüngere Tochter am 5. Juli 1943 mit dem Transport De von Prag in das Konzentrationslager Theresienstadt deportiert. Seine Transportnummer war 9 von 604. Nach drei Monaten, am 6. September 1943, wurden die drei Familienmitglieder ins Konzentrationslager Auschwitz deportiert. Seine Transportnummer war 220 von 2.484. Vater, Mutter und Tochter wurde vom NS-Regime im Rahmen der Massenliquidation des sogenannten Theresienstädter Familienlager am 8. März 1944 ermordet. Seine Schwester wurde ebenfalls in Auschwitz ermordet. Sein Bruder Hans und dessen Frau Johanna wurden ebenfalls nach Auschwitz deportiert, konnten jedoch überleben. Seine Tochter Eva blieb in England, heiratete, bekam zwei Kinder und vier Enkelkinder. Am Pilsener Friedhof findet sich ein Grabstein für die Familie Brummel. |
|      | HIER WOHNTE ELIŠKA BRUMMELOVÁ GEB. 1926 DEPORTIERT 1943 NACH THERESIENSTADT ERMORDET 1944 IN AUSCHWITZ   | Klatovská tř. 26/140 ·          | Eliška Brummelová, auch Lilky, Lilka, Lilly oder Lili, wurde am 14. März 1926 geboren. Ihre Eltern waren Leo Brummel (siehe oben) und Gertruda geb. Liebsteinová (siehe unten). Sie hatte eine Schwester, Eva (geb. 1923). Die Mädchen hatten eine Kinderpflegerin namens Beta, die mit ihnen lebte. Nach der Zerstörung der Tschechoslowakei und der Übernahme der Macht durch das NS-Regime ventilierten die Eltern von Eva und Eliška lange Zeit die Auswanderung ihrer Kinder. Schlussendlich überließen sie die Entscheidung den Töchtern. Eva zögerte nicht zu emigrieren, Lilly wollte bei ihren Eltern bleiben. Ihre Mutter war froh darüber, dass eine Tochter bei der Familie verblieb. Eva Brummelová emigrierte im Juli 1939 mit einem Winton-Zug nach Großbritannien. Eliška und ihre Tante Jana wurden als Waldarbeiterinnen in Křivoklátsko eingeteilt. Der letzte Wohnsitz der Familie vor der Deportation war in Pilsen. Eliška Brummelová und ihre Eltern wurden alle am 5. Juli 1943 mit dem Transport De von Prag in das Konzentrationslager Theresienstadt deportiert. Ihre Transportnummer war 10 von 604. Nach drei Monaten, am 6. September 1943, wurden alle drei in das Konzentrationslager Auschwitz deportiert. Ihre Transportnummer war 218 von 2.484. Vater, Mutter und Tochter wurde vom NS-Regime im Rahmen der Massenliquidation des sogenannten Theresienstädter Familienlager am 8. März 1944 ermordet. |
|      | HIER WOHNTE GERTRUDA BRUMMELOVÁ GEB. 1899 DEPORTIERT 1943 NACH THERESIENSTADT ERMORDET 1944 IN AUSCHWITZ | Klatovská tř. 26/140 ·          | Gertruda Brummelova geb. Liebsteinová wurde am 22. September 1899 geboren. Ihre Eltern waren Wilhelm Liebstein und Hedwig Hedda geb. Beständig. Sie hatte zwei Schwestern, Marianne und Johanna. Sie war verheiratet mit Leo Brummel, einem Gerber, und ihre Schwester Johanna war mit dessen Bruder Hans Brummel verheiratet. Das Paar hatte zwei Töchter, Eva (geb. 1923) und Eliška (geb. 1926). Der letzte Wohnsitz der Familie vor der Deportation war in Pilsen. Eva konnte im Juli 1939 mit einem Winton-Zug nach Großbritannien auswandern. Gertruda Brummelová, ihr Ehemann und ihre jüngere Tochter wurden am 5. Juli 1943 mit dem Transport De von Prag in das Konzentrationslager Theresienstadt deportiert. Ihre Transportnummer war 11 von 604. Nach drei Monaten, am 6. September 1943, wurden alle drei in das Konzentrationslager Auschwitz deportiert. Ihre Transportnummer war 219 von 2.484. Vater, Mutter und Tochter wurde vom NS-Regime im Rahmen der Massenliquidation des sogenannten Theresienstädter Familienlager am 8. März 1944 ermordet. Auch ihre Mutter wurde im Lauf der Shoah ermordet. Ihre Tochter Eva blieb in England, heiratete, bekam zwei Kinder und vier Enkelkinder. |
|      | HIER WOHNTE EMIL EHRLICH GEB. 1923 DEPORTIERT 1942 NACH THERESIENSTADT ERMORDET 1944 IN AUSCHWITZ        | Bendova 1172/5 ·                | Emil Ehrlich wurde am 24. Dezember 1923 geboren. Seine Eltern waren Hermína und Josef Ehrlich, sie betrieben zwei Textilwarenhandlungen. Als Junge litt Emil an mehreren chronischen Krankheiten. Ein tschechisches Erinnerungsprojekt beschreibt ihn so: „Er war ruhig und unaufdringlich und hatte weder viele Freunde, noch Feinde. Seine Klassenkameraden mochten ihn sehr und sahen ihn als einen schüchternen, zwar körperlich schwachen, aber dennoch durchsetzungskräftigen Jungen.“ Eines Tages zu Beginn des Schuljahres 1939/1940 wurde die Schule von der Gestapo besucht. Augenzeugen erstellten ausführliche Berichte darüber, wie Emil an diesem Tag von der Schule ausgeschlossen wurde: "Einige Männer, die in der Tür stehen, zwangen Emil seine Sachen zu packen und die Schule für immer zu verlassen." Nach seinem Ausschluss war er Arbeiter. Der letzte Wohnsitz der Familie vor der Deportation war in Pilsen. Am 26. Januar 1942 wurden Emil Ehrlich und seine Eltern mit dem Transport T in das Konzentrationslager Theresienstadt deportiert. Seine Transportnummer war 115 von 609. Nach mehr als zwei Jahren in Theresienstadt wurden die drei Familienmitglieder am 18. Mai 1944 mit dem Transport Eb in das Konzentrationslager Auschwitz-Birkenau deportiert. Seine Transportnummer war 2173 von 2.500. In Auschwitz-Birkenau wurden alle drei im sogenannten Theresienstädter Familienlager interniert. Alle drei wurden vom NS-Regime ermordet. |
|      | HIER WOHNTE JOSEF EHRLICH GEB. 1893 DEPORTIERT 1944 NACH THERESIENSTADT ERMORDET 1944 IN AUSCHWITZ       | Bendova 1172/5 ·                | Josef Ehrlich wurde am 29. August 1893 geboren. Er war mit Hermína verheiratet (siehe unten). Das Paar hatte einen Sohn, Emil (siehe oben), und betrieb zwei Textilwarenhandlungen, eine auf der Sedláčkova, die andere auf der Klatovská, nicht weit von ihrem Haus in Bendova. Nach der Invasion der NS-Truppen wurden beide Läden beschlagnahmt und ihr Sohn wurde von der Schule verwiesen. Der letzte Wohnsitz der Familie vor der Deportation war in Pilsen. Am 26. Januar 1942 wurden Josef Ehrlich, seine Frau und ihr Sohn mit dem Transport T in das Konzentrationslager Theresienstadt deportiert. Seine Transportnummer war 117 von 609. Nach mehr als zwei Jahren in Theresienstadt wurden die drei Familienmitglieder am 18. Mai 1944 mit dem Transport Eb in das Konzentrationslager Auschwitz-Birkenau deportiert. Seine Transportnummer war 833 von 2.500. In Auschwitz-Birkenau wurden alle drei im sogenannten Theresienstädter Familienlager interniert. Alle drei wurden vom NS-Regime ermordet. Auf dem Transport T befand sich auch Amálie Ehrlichová (geb. 28. Juni 1894, Transportnummer 114), die im März 1942 in das Ghetto Izbica deportiert und dort ermordet wurde. Es ist nicht geklärt, ob und wie sie mit Josef Ehrlich verwandt oder verschwägert war. |
|      | HIER WOHNTE HERMÍNA EHRLICHOVÁ GEB. 1896 DEPORTIERT 1942 NACH THERESIENSTADT ERMORDET 1944 IN AUSCHWITZ  | Bendova 1172/5 ·                | Hermína Ehrlichová wurde am 28. März 1896 geboren. Sie war mit Josef Ehrlich verheiratet (siehe oben). Das Paar hatte einen Sohn, Emil (siehe oben), und führte zwei Textilgeschäfte. Diese wurden nach der deutschen Invasion beschlagnahmt, ihr Sohn wurde von der Schule verwiesen. Der letzte Wohnsitz der Familie vor der Deportation war in Pilsen. Am 26. Januar 1942 wurde Hermína Ehrlichová, ihr Ehemann und ihr Sohn mit dem Transport T in das Konzentrationslager Theresienstadt deportiert. Ihre Transportnummer war 116 von 609. Nach mehr als zwei Jahren in Theresienstadt wurden die drei Familienmitglieder am 18. Mai 1944 mit dem Transport Eb in das Konzentrationslager Auschwitz-Birkenau deportiert. Ihre Transportnummer war 834 von 2.500. In Auschwitz-Birkenau wurden alle drei im sogenannten Theresienstädter Familienlager interniert. Alle drei wurden vom NS-Regime ermordet. |
|      | HIER WOHNTE ADOLF FANTA GEB. 1889 DEPORTIERT 1942 NACH THERESIENSTADT ERMORDET 1942 IN IZBICA            | Sady Pětatřicátníků 316/6 ·     | Adolf Fanta wurde am 24. November 1889 geboren. Er wuchs in Horní Roveň auf und arbeitete später als Ladenassistent in Jablonec nad Nisou und in Pardubice. Er kam nach Südböhmen, wo er seine zukünftige Frau Regina geb. Glaserová traf. Sie ließen sich in Plzeň nieder und heirateten 1923, der Rabbiner war Ludwig Golinski (1879–1942). Neun Monate später wurde ihre Tochter Hana geboren. Nach der Zerstörung der Tschechoslowakei durch das NS-Regime und der Besetzung von Plzeň wurde die Familie einer Reihe von Beschränkungen unterzogen, die Tochter wurde der Schule verwiesen. Adolf Fanta erlitt im Januar 1942 eine grausame Gestapo-Vernehmung. Drei Tage vor der Deportation der Familie kam er zusammengeschlagen nach Hause. Dies wurde von Jarmila Lodlová aus Tymákov, einer Schulfreundin seiner Tochter, die gerade Hana besuchte, bezeugt. Am 22. Januar 1942 wurden Adolf Fanta und seine Familie mit dem Transport S von Plzeň in das Konzentrationslager Theresienstadt deportiert. Seine Transportnummer war 35 von 1.004. Dort blieben Vater, Mutter und Tochter nur knapp zwei Monate. Am 17. März 1942 wurden alle drei mit dem Transport Ab in das Ghetto Izbica deportiert. Seine Transportnummer war 998 von 1.000. Adolf Fanta, seine Frau und seine Tochter wurden vom NS-Regime ermordet, entweder im Ghetto mangels Nahrung oder in einer Gaskammer der nahe gelegenen Vernichtungslager Bełżec, Sobibór oder Chelmno. |
|      | HIER WOHNTE HANA FANTOVÁ GEB. 1923 DEPORTIERT 1942 NACH THERESIENSTADT ERMORDET 1942 IN IZBICA           | Sady Pětatřicátníků 316/6 ·     | Hana Fantová wurde am 18. November 1923 geboren. Ihre Eltern waren Adolf Fanta und Regina geb. Glaserová. In ihren frühen Jahren hatte sie eine Nanny, Marie Balická, eine katholische Witwe. Ihr Vater war Kaufmann, ihre Mutter Näherin. Laut ihren Klassenkameraden war sie einer der besten Schülerinnen. Hana war ein bescheidenes Mädchen, aber auch fröhlich und gesellig. Am Sabbat ging sie nicht zur Schule, sondern in die Synagoge. Sie musste in der Mitte der fünften Klasse der Schule verwiesen. Juden durften keine öffentliche Schulen mehr besuchen. Ihre beste Freundin war Jarmila Lodlová aus Tymákov, die ihr auch in den folgenden Jahren treu blieb. Sie erinnert sich: Hana „hatte typisch jüdische Haare - schwarz und lockig. Sie durfte nicht ausgehen, nur im Winter ging sie zum Eislaufen. Sie war fröhlich und gesellig, war ein gutes Mädchen. Sie musste den Stern tragen.“ Trotz Verbots besuchte Hana einen Tanzkurs. Die Familie verlor das Geschäft und wurde aus ihrer Wohnung vertrieben. Danach mussten sie eine kleinere Wohnung ziehen und sich diese mit mindestens zwei weiteren Familien teilen. Ihr Vater wurde im Januar 1942 von der Gestapo verhaftet, vernommen und gefoltert. Drei Tage nach seiner Entlassung, am 22. Januar 1942, wurden Hana Fantová und ihre Eltern mit dem Transport S von Plzeň in das Konzentrationslager Theresienstadt deportiert. Ihre Transportnummer war 37 von 1.004. Dort blieben Vater, Mutter und Tochter nur knapp zwei Monate. Am 17. März 1942 wurden alle drei mit dem Transport Ab in das Ghetto Izbica deportiert. Ihre Transportnummer war 1000 von 1.000. Adolf Fanta, seine Frau und seine Tochter wurden vom NS-Regime ermordet. |
|      | HIER WOHNTE REGINA FANTOVÁ GEB. 1923 DEPORTIERT 1942 NACH THERESIENSTADT ERMORDET 1942 IN IZBICA         | Sady Pětatřicátníků 316/6 ·     | Regina Fantová geb. Glaserová wurde am 14. Januar 1887 geboren. 1923 heiratete sie Adolf Fanta. Sie war als Näherin tätig, ihr Mann war Kaufmann. Das Paar hatte eine Tochter namens Hana (geb. 1923). Nach der NS-Besetzung von Pilsen litt die Familie unter einer Reihe von Beschränkungen und Diskriminierungen, die den Juden der Stadt auferlegt wurden. Ihr Mann wurde verhaftet, verhört und von der Gestapo zusammengeschlagen. Regina Fantová, ihr Ehemann und ihre Tochter wurden verhaftet und am 22. Januar 1942 von Plzeň in das Konzentrationslager Theresienstadt deportiert. Ihre Transportnummer war 35 von 1.004. Dort blieben sie fast zwei Monate lang. Am 17. März 1942 wurden alle drei mit dem Transport Ab in das Ghetto Izbica deportiert. Ihre Transportnummer war 999 von 1.000. Während der Shoah war dieser Stadtteil von Izbica in Ostpolen ein hoffnungslos überfüllter Sammelpunkt für Juden aus Polen und weiteren Ländern. Das Ghetto diente als Transitlager, in dem jüdische Familien auf ihren Weitertransport in Vernichtungslager wie Bełżec, Sobibór oder Chelmno warten mussten, ohne zu wissen, dass sie dort getötet würden. Regina Fantová, ihr Mann und ihre Tochter wurden vom NS-Regime entweder in Izbica oder in einem der Vernichtungslager ermordet. |
|      | HIER WOHNTE EMIL LÖBNER GEB. 1897 DEPORTIERT 1942 NACH THERESIENSTADT ERMORDET 1944 IN AUSCHWITZ         | Schwarzova 1847/50 ·            | Emil Löbner wurde am 26. März oder April 1897 in Stribro geboren. Seine Eltern waren Sigmund Löbner und Regina geb. Rauscher. Er hatte vier Schwestern und einen Bruder. Er war mit Josefina Löbnerová geb. Köserová (siehe unten) verheiratet. Das Paar hatte zwei Söhne: Egon (geb. am 24. Februar 1924) und Vilém Benjamin (geb. am 13. März 1926). Er wurde ein erfolgreicher Geschäftsmann und leitete die Handelsfirma R. E. Erben. In den späten 1920er Jahren konnte er es sich leisten, eine geräumige Villa in der Schwarzova zu bauen. Seine Frau war Hausfrau, die Söhne hatten tschechisch- und deutschsprachige Kindermädchen und wuchsen in beiden Sprachen auf. Bevor die Nazis die Tschechoslowakei zerstörten, lieferte Löbner seine Waren an mehr als zweihundert Tankstellen in Westböhmen. Er war Mitglied und Sponsor der örtlichen jüdischen Gemeinde und verschiedener zionistischer Organisationen. 1939 wanderte ihr Sohn Vilém nach Palästina aus. Die Nazis beschlagnahmten die Villa und seine Firma. Die Familie musste in eine Wohnung in der Kollárovy 18 umziehen. Am 18. Januar 1942 wurden er, seine Frau und ihr beider Sohn Egon mit Transport R von Pilsen in das Konzentrationslager Theresienstadt deportiert. Seine Transportnummer war 406 von 1.000. Am 7. Juli 1942 kamen auch seine Eltern in Theresienstadt an. Beide sind noch im selben Jahr aufgrund der harten Lebensbedingungen und der Unterernährung ums Leben gekommen. Regina Löbnerová starb am 23. August 1942, Sigmund Löbner am 30. Dezember 1942. Nach zwanzig Monaten in Theresienstadt wurde die Familie getrennt. Während seine Frau dort bleiben musste, wurden Emil und Egon Löbner am 28. September 1944 mit dem Transport Ek in das Konzentrationslager Auschwitz deportiert. Seine Transportnummer war 364 von 2.500. Emil Löbner wurde vom NS-Regime ermordet. Zweiundzwanzig Tage später, am 19. Oktober 1944, wurde auch seine Ehefrau Josefina Löbnerová nach Auschwitz deportiert und sofort nach der Ankunft ermordet. Auch alle drei noch lebenden Schwestern von Emil Löbner wurden Opfer der Shoah. Mathilda Kohnová und Erna Fantesová wurden im Oktober und November 1941 im Ghetto Łódź ermordet, Levana Steinerová am 8. Oktober 1942 im Vernichtungslager Treblinka. Beide Löbner Söhne konnten die Shoah überleben. Ein Foto zeigt sie beide anlässlich eines Treffens in Israel in den 1960er Jahren. Vilém Löbner wanderte 1939 nach Palästina aus. Egon Löbner wurde ebenfalls nach Auschwitz deportiert, im selben Zug wie sein Vater, war dort Zwangsarbeiter, wurde auf einen Todesmarsch nach Groß-Rosen geschickt und musste schließlich im KZ Flossenbürg für das Rüstungsunternehmen Messerschmitt arbeiten. Im Mai 1945 wurde er von General Pattons Dritter Armee befreit. Er ging zurück nach Pilsen, schloss das Gymnasium ab und wanderte in die Vereinigten Staaten aus, wurde ein renommierter Wissenschaftler auf dem Gebiet der Optoelektronik, heiratete und hatte drei Kinder. Er war ein wichtiger Zeuge der Auschwitzprozesse in Deutschland und Zeitzeuge der Shoah. Er starb am 30. Dezember 1989 in Palo Alto, Kalifornien. Auch Emil Löbners Bruder Walter konnte Auschwitz überleben. Auch er wanderte aus und starb am 18. August 1989 in Haifa, Israel. |
|      | HIER WOHNTE JOSEFÍNA LÖBNEROVÁ GEB. 1897 DEPORTIERT 1942 NACH THERESIENSTADT ERMORDET 1944 IN AUSCHWITZ  | Schwarzova 1847/50 ·            | Josefina Klara Löbnerová geb. Köserová wurde am 23. November 1897 geboren. Ihre Eltern waren Rudolf Köser und Wilhelmine geb. Möller. Sie war mit Emil Löbner (geb. am 26. April 1897, siehe oben) verheiratet. Das Paar hatte zwei Söhne: Egon (geb. am 24. Februar 1924) und Vilém (geb. am 13. März 1926). Sie war Hausfrau, die Familie war wohlhabend und die Kinder wuchsen in einer zweisprachigen Umgebung mit tschechisch- und deutschsprachigen Kindermädchen auf. Nach der deutschen Besetzung und der Zerstörung der Tschechoslowakei durch das NS-Regime hatte sie große Sorgen und wollte sofort emigrieren. Ihr Mann jedoch war zögerlich und deshalb wurden die Auswanderungspläne nicht realisiert. Doch ihr jüngerer Sohn Vilém wanderte 1939 nach Palästina aus. Die Familie verlor ihre Villa, beschlagnahmt von den Nazis, und musste nach Kollárovy 18 übersiedeln. Am 18. Januar 1942 wurden sie, ihr Mann und ihr Sohn Egon mit Transport R von Pilsen in das Konzentrationslager Theresienstadt deportiert. Ihre Transportnummer war 407 von 1.000. Nach zwanzig Monaten in Theresienstadt wurde die Familie getrennt. Ihr Ehemann und ihr Sohn wurden am 28. September 1944 ins Konzentrationslager Auschwitz deportiert, wo Emil Löbner vom NS-Regime ermordet wurde. Zweiundzwanzig Tage später, am 19. Oktober 1944, wurde auch Josefina Löbnerová mit Transport Es nach Auschwitz deportiert. Ihre Transportnummer war 1403 von 1.500. Sie wurde dort am Tag ihrer Ankunft in einer Gaskammer ermordet. Auch Sohn Egon Löbner konnte die Shoah überleben. Er kehrte nach Pilsen zurück, beendete das Gymnasium und wanderte in die Vereinigten Staaten aus. Dort wurde er ein renommierter Wissenschaftler auf dem Gebiet der Optoelektronik, heiratete und hatte drei Kinder. Ein Foto zeigt beide Brüder anlässlich eines Treffens in den 1960er Jahren in Israel. Egon Löbner starb am 30. Dezember 1989 in Palo Alto, Kalifornien. |
|      | HIER WOHNTE JIŘÍ STEIN GEB. 1923 DEPORTIERT 1942 NACH THERESIENSTADT ERMORDET 1942 IN RAASIKU            | Klatovská tř. 1460/83 ·         | Jiří Stein wurde am 13. Januar 1923 geboren. Seine Eltern waren Ota Stein und Hedvika geb. Hellerová (siehe unten). Er hatte eine jüngere Schwester, Hana (geb. 1926, siehe unten). Sein Vater besaß ein Bekleidungsgeschäft, die Familie lebte in Husově ul. Č 20 in Pilsen. In der Schule wurde er als "ziemlich ruhig, stark, mittelgroß, dunkle Haare" beschrieben. Er war ein Klassenkamerad von Emil Ehrlich (siehe oben) und war Mitglied einer Pfadfindergruppe namens 'Stopa' (das Wort bedeutet "Fußabdruck" oder "Spur"). Ab 1939, nachdem er die Schule verlassen hatte, war er als Arbeiter tätig. Am 22. Januar 1942 wurden er, seine Eltern und seine Schwester mit Transport S von Pilsen in das Konzentrationslager Theresienstadt deportiert. Ihre Transportnummern waren 258 bis 261 von 1.004. Am 1. September 1942 wurden er und seine Familie mit dem Transport Be nach Raasiku deportiert. Ihre Transportnummern waren 164 bis 167 von 1.000. Jiří Stein und seine Familie wurden vom NS-Regime ermordet. |
|      | HIER WOHNTE OTA STEIN GEB. 1890 DEPORTIERT 1942 NACH THERESIENSTADT ERMORDET 1942 IN RAASIKU             | Pilsen, Klatovská tř. 1460/83 · | Ota Stein wurde am 24. Juli 1890 geboren. Er war mit Hedvika geb. Hellerová verheiratet. Das Paar hatte zumindest zwei Kinder: Jiří (geb. 1923) und Hana (geb. 1926). Ota Stein besaß ein Bekleidungsgeschäft, die Familie lebte in Husově ul. Č 20 in Pilsen. Am 22. Januar 1942 wurden er und seine Familie mit Transport S von Pilsen in das Konzentrationslager Theresienstadt deportiert. Ihre Transportnummern waren 258 bis 261 von 1.004. Am 1. September 1942 wurden er und seine Familie mit dem Transport Be nach Raasiku deportiert. Ihre Transportnummern waren 164 bis 167 von 1.000. Ota Stein und seine Familie wurden vom NS-Regime ermordet. |
|      | HIER WOHNTE HANA STEINOVÁ GEB. 1926 DEPORTIERT 1942 NACH THERESIENSTADT ERMORDET 1942 IN RAASIKU         | Klatovská tř. 1460/83 ·         | Hana Steinová wurde am 7. November 1926 geboren. Ihre Eltern waren Ota Stein und Hedvika geb. Hellerová. Sie hatte einen älteren Bruder, Jiří (geb. 1923). Der letzte Wohnort der Familie vor der Deportation war in Pilsen. Am 22. Januar 1942 wurden sie, ihre Eltern und ihr Bruder mit Transport S von Pilsen in das Konzentrationslager Theresienstadt deportiert. Ihre Transportnummern waren 258 bis 261 von 1.004. Am 1. September 1942 wurden sie und ihre Familie mit dem Transport Be nach Raasiku deportiert. Ihre Transportnummern waren 164 bis 167 von 1.000. Hana Steinová und ihre Familie wurden vom NS-Regime ermordet. |
|      | HIER WOHNTE HEDVIKA STEINOVÁ GEB. 1893 DEPORTIERT 1942 NACH THERESIENSTADT ERMORDET 1942 IN RAASIKU      | Klatovská tř. 1460/83 ·         | Hedvika Steinová geb. Hellerová wurde am 13. August 1893 geboren. Sie war mit Ota Stein verheiratet. Das Paar hatte zumindest zwei Kinder: Jiří (geb. 1923) und Hana (geb. 1926). Ihr Mann besaß ein Bekleidungsgeschäft, die Familie lebte in Husově ul. Č 20 in Pilsen. Am 22. Januar 1942 wurden sie und ihre Familie mit Transport S von Pilsen in das Konzentrationslager Theresienstadt deportiert. Ihre Transportnummern waren 258 bis 261 von 1.004. Am 1. September 1942 wurden sie und ihre Familie mit dem Transport Be nach Raasiku deportiert. Ihre Transportnummern waren 164 bis 167 von 1.000. Hedvika Steinová und ihre Familie wurden vom NS-Regime ermordet. |

## Sušice
In der Stadt Sušice (deutsch Schüttenhofen) wurden folgende Stolpersteine verlegt:
| Bild | Übersetzung                                                                                                   | Verlegeort                    | Leben |
| ---- | --- | ----------------------------- | --- |
|      | HIER WOHNTE BEDŘICH BORGER GEB. 1916 DEPORTIERT NACH KAUFERING ERMORDET 1945                                  | Nám. Svobody 32 ·             | Bedřich Borger wurde am 11. Februar 1916 in Ostrava geboren. Seine Eltern waren Herman Borger und Valerie Borgerová. Er war ein Büroangestellter und heiratete Vera geb. Fischerová, die Tochter von Arnošt Fischer und Josefína Fischerová (siehe unten). Sein letzter Wohnort vor der Deportation war in Prag II, Černá 6. Am 5. Juli 1943 wurde er von Prag in das Konzentrationslager Theresienstadt deportiert. Seine Transportnummer war 469 von 604. Am 1. Oktober 1944 wurde er mit dem Transport Em in das Konzentrationslager Auschwitz deportiert. Seine Transportnummer war 864 von 1.501. Er wurde 1945 in Kaufering ums Leben gebracht. Seine Frau konnte die Shoah überleben. Sie heiratete erneut und hieß danach Vera Vrbová. Sie beauftragte die Verlegung von drei Stolpersteinen für ihre Eltern und für ihren ersten Ehemann. Sie erstellte auch die Berichte über ihre verstorbenen Verwandten für Yad Vashem. |
|      | HIER WOHNTE ARNOŠT FISCHER GEB. 1884 DEPORTIERT NACH AUSCHWITZ ERMORDET 1942                                  | Nám. Svobody 32 ·             | Arnošt Fischer wurde am 26. Dezember 1884 in Rychnov geboren. Seine Eltern waren Abraham Fischer und dessen Frau Jindriška. Er war Kaufmann und heiratete Josefína geb. Kohnová (siehe unten). Das Paar lebte in Sušice und hatte zumindest eine Tochter, Vera. Wann Arnošt Fischer und seine Frau nach Prag übersiedelten, ist nicht bekannt. Am 24. Oktober 1942 wurde das Paar mit dem Transport Ca von Prag in das Konzentrationslager Theresienstadt deportiert. Ihre Transportnummern waren 482 und 483 von 1.004. Am 26. Oktober 1942 wurden Ehemann und Ehefrau mit dem Transport By in das Konzentrationslager Auschwitz deportiert. Ihre Transportnummern waren 1582 und 1583 von 1.867. Dort wurden Arnošt Fischer und Josefína Fischerová ermordet. Seine Tochter konnte die Shoah überleben. Sie heiratete zuerst Bedřich Borger, der ebenfalls in Auschwitz ermordet wurde (siehe oben), und danach einen Mann namens Vrb. Sie beauftragte die Verlegung der drei Stolpersteinen für ihre Eltern und für ihren ersten Ehemann. Sie erstellte auch die Berichte über ihre verstorbenen Verwandten für Yad Vashem. |
|      | HIER WOHNTE JOSEFÍNA FISCHEROVÁ GEB. 1888 DEPORTIERT NACH AUSCHWITZ ERMORDET 1942                             | Nám. Svobody 32 ·             | Josefína Fischerová geb. Kohnová wurde am 5. Juli 1888 in Bernartice geboren. Ihre Eltern waren Simon Kohn und Rena Kohnová. Sie heiratete Arnošt Fischer und lebte mit ihm in Sušice. Das Paar hatte zumindest eine Tochter, Vera. Wann Arnošt Fischer und seine Frau nach Prag übersiedelten, ist nicht bekannt. Am 24. Oktober 1942 wurde das Paar mit dem Transport Ca von Prag in das Konzentrationslager Theresienstadt deportiert. Ihre Transportnummern waren 482 und 483 von 1.004. Am 26. Oktober 1942 wurden Ehemann und Ehefrau mit dem Transport By in das Konzentrationslager Auschwitz deportiert. Ihre Transportnummern waren 1582 und 1583 von 1.867. Dort wurden Arnošt Fischer und Josefína Fischerová ermordet. Ihre Tochter konnte die Shoah überleben. Sie heiratete zuerst Bedřich Borger, der ebenfalls in Auschwitz ermordet wurde (siehe oben), und danach einen Mann namens Vrb. Sie beauftragte die Verlegung der drei Stolpersteinen für ihre Eltern und für ihren ersten Ehemann. Sie erstellte auch die Berichte über ihre verstorbenen Verwandten für Yad Vashem. |
|      | HIER LEBTE KAREL GUTMANN GEB. 1875 DEPORTIERT 1943 NACH THERESIENSTADT ERMORDET 27.5.1943                     | Nám. Svobody 30 ·             | Karel Gutmann wurde am 21. September 1875 geboren. Er war mit Karolína geb. Koretz verheiratet. Das Paar hatte zumindest zwei Söhne: Otto (geb. 1904) und Rudolf (geb. 1906). Der letzte Wohnsitz seiner Familie vor der Deportation war in Sušice. Am 30. November 1942 wurden er, seine Frau und deren Sohn Otto mit dem Transport Ce von Klatovy in das Konzentrationslager Theresienstadt deportiert. Ihre Transportnummern waren 196, 197 und 200 von 619. Karel Gutmann wurde am 27. Mai 1943 in Theresienstadt ums Leben gebracht. Alle nahen Familienangehörigen wurden vom NS-Regime ermordet, seine Frau und Sohn Otto im Konzentrationslager Auschwitz, Sohn Rudolf am 13. März 1945 in Grawinkel. |
|      | HIER LEBTE OTTO GUTMANN GEB. 1904 DEPORTIERT 1942 NACH THERESIENSTADT ERMORDET 6.9.1943 IN AUSCHWITZ          | Nám. Svobody 30 ·             | Otto Gutmann, auch Ota, wurde am 5. Januar 1904 in Sušice geboren. Seine Eltern waren Karel Gutmann und Karolína geb. Koretz. Er hatte einen jüngeren Bruder, Rudolf (geb. 1906). Der letzte Wohnsitz seiner Familie vor der Deportation war in Sušice. Am 30. November 1942 wurden er und seine Eltern mit dem Transport Ce von Klatovy in das Konzentrationslager Theresienstadt deportiert. Ihre Transportnummern waren 196, 197 und 200 von 619. In Theresienstadt wurde die Familie auseinandergerissen. Zuerst wurde am 27. Mai 1943 sein Vater in Theresienstadt zu Tode gebracht. Dann wurde am 6. September desselben Jahres Otto Gutmann ins Konzentrationslager Auschwitz deportiert. Seine Transportnummer war 713 von 2.484. Schließlich wurde auch seine Mutter nach Auschwitz deportiert am 15. Dezember 1943 in einer der Gaskammern von Auschwitz ermordet. Laut mehreren Quellen wurde Otto Gutmann in Auschwitz ermordet. Sein Bruder Rudolf wurde am 13. März 1945 in Grawinkel ermordet. |
|      | HIER LEBTE RUDOLF GUTMANN GEB. 1906 ERMORDET 13.3.1945 IN GRAWINKEL                                           | Nám. Svobody 30 ·             | Rudolf Gutmann wurde am 27. Oktober 1906 in Sušice geboren. Seine Eltern waren Karel Gutmann und Karolína geb. Koretz. Er hatte einen älteren Bruder, Otto (geb. 1904, siehe oben). Der letzte Wohnsitz seiner Familie vor der Deportation war in Sušice. Er war mit Blažena geb. Fetter verheiratet. Am 30. November 1942 wurden seine Eltern und sein Bruder in das Konzentrationslager Theresienstadt deportiert. Schritt für Schritt wurden alle Familienmitglieder ermordet. Zuerst starb sein Vater im Mai 1943 in Theresienstadt. Dann wurde sein Bruder im September 1943 in das Konzentrationslager Auschwitz deportiert. Schließlich wurde auch seine Mutter nach Auschwitz deportiert und dort am 15. Dezember 1943, dem Tag ihrer Ankunft, ermordet. Der Verbleib von Rudolf Gutmann in diesen Jahren ist unbekannt. Aber eine Postkarte seiner Mutter, die sich für ein Paket bedankte, unterschrieben am 15. Oktober 1943 mit dem falschen Namen Herrmann Kreuzer, gibt einen Hinweis, dass er sich in seiner Heimatstadt versteckt haben könnte. Sein überlebender Cousin Paul Koretz berichtet, er sei im Januar 1944 nach Auschwitz und anschließend in ein Arbeitslager nahe Ilmenau deportiert worden. Er wurde am 13. März 1945 im thüringischen Grawinkel ermordet. |
|      | HIER LEBTE KAROLÍNA GUTMANNOVÁ GEB. 1877 DEPORTIERT 1942 NACH THERESIENSTADT ERMORDET 15.12.1943 IN AUSCHWITZ | Nám. Svobody 30 ·             | Karolína Gutmannová geb. Koretz wurde am 19. Dezember 1877 in Kolinec geboren. Ihre Eltern waren Nathan Koretz und Tereza. Sie hatte zumindest eine Schwester, Vera (geb. 1870, später verehelichte Hammerschlag) und einen Bruder, Alois (geb. 1875). Sie war mit Karel Gutmann (siehe oben) verheiratet. Das Paar hatte zumindest zwei Söhne: Otto (geb. 1904) und Rudolf (geb. 1906), beide siehe oben. Der letzte Wohnsitz ihrer Familie vor der Deportation war in Sušice. Am 30. November 1942 wurden sie, ihr Ehemann und ihr Sohn Otto mit dem Transport Ce on Klatovy in das Konzentrationslager Theresienstadt deportiert. Ihre Transportnummern waren 196, 197 und 200 von 619. In Theresienstadt wurde die Familie auseinandergerissen. Zuerst wurde am 27. Mai 1943 Vater Karel in Theresienstadt zu Tode gebracht. Dann wurde am 6. September desselben Jahres Sohn Otto ins Konzentrationslager Auschwitz deportiert und schließlich getötet. Schließlich wurde auch Karolína Gutmannová nach Auschwitz deportiert. Ihre Nummer auf dem Transport Dr war 747 von 2.519. Sie wurde am Tag ihrer Ankunft, am 15. Dezember 1943, in einer der Gaskammern in Auschwitz ermordet. Ihr Bruder Alois wurde am 13. August 1942 im Ghetto Łódź ermordet, seine Frau Zdenka ebendort bereits im Oktober 1941. Auch ihre Schwester Vera und deren Ehemann Otto Hammerschlag wurden Opfer der Shoah. Ihr zweiter Sohn, Rudolf, wurde am 13. März 1945 in Grawinkel vom NS-Regime ermordet. |
|      | HIER LEBTE ANTONIN KLINGER GEB. 1907 DEPORTIERT NACH AUSCHWITZ ERMORDET 1943                                  | Tomáše Garrigua Masaryka 23 · | Antonin Klinger |
|      | HIER LEBTE FRANTIŠEK KLINGER GEB. 1897 DEPORTIERT NACH AUSCHWITZ ERMORDET 1943                                | Tomáše Garrigua Masaryka 23 · | František Klinger |
|      | HIER LEBTE JOSEF KLINGER GEB. 1863 DEPORTIERT NACH THERESIENSTADT GESTORBEN 1945 IN SUŠICE                    | Tomáše Garrigua Masaryka 23 · | Josef Klinger |
|      | HIER LEBTE DAGMAR KLINGEROVÁ GEB. 1935 DEPORTIERT NACH AUSCHWITZ ERMORDET 1943                                | Tomáše Garrigua Masaryka 23 · | Dagmar Klingerová |
|      | HIER LEBTE EVA KLINGEROVÁ GEB. 1932 DEPORTIERT NACH AUSCHWITZ ERMORDET 1943                                   | Tomáše Garrigua Masaryka 23 · | Eva Klingerová |
|      | HIER LEBTE FRANTIŠKA KLINGEROVÁ GEB. 1908 DEPORTIERT NACH AUSCHWITZ ERMORDET 1943                             | Tomáše Garrigua Masaryka 23 · | Františka Klingerová |
|      | HIER LEBTE HELENA KLINGEROVÁ GEB. 1914 DEPORTIERT NACH AUSCHWITZ ERMORDET 1943                                | Tomáše Garrigua Masaryka 23 · | Helena Klingerová |
|      | HIER LEBTE HERMÍNA KLINGEROVÁ GEB. 1873 DEPORTIERT NACH THERESIENSTADT GESTORBEN 1946 IN SUŠICE               | Tomáše Garrigua Masaryka 23 · | Hermína Klingerová |

## Verlegedaten
Die Verlegungen im Plzeňský kraj erfolgten durch Gunter Demnig persönlich an folgenden Tagen:
- Horažďovice: 14. September 2014 (Familie Adler/Adlerová, Z. Mautner),[60] 3. August 2015 und 3. August 2016 (10), 29. September 2017 (Familien Klein und Münz, František und Richard Löwy, Josefina Pisingerová, Arnold Schwartz und Růžena Weisová)
- Plzeň: 28. Oktober 2012
- Sušice: 2. August 2015 (Familie Gutmann/Gutmannová) und 4. August 2016 (Borger/Fischer/Fischerová), 29. September 2017 (Familie Klinger)

Die Stolpersteine von Horažďovice wurden vom Scrolls Committee der Westminster Synagogue (Vorsitz: Alberta Strage) initiiert.